# Колпино (Печорский район)
Колпино — деревня в Кулейской волости Печорского района Псковской области.
Расположена на западном берегу острова Колпина в северо-западной части Псковского озера, на границе (по воде) с Эстонией. На острове находятся другие две деревни: к северу — Медли, к северо-востоку, на противоположном восточном берегу острова — Шартово

## Население
Численность населения деревни составляет 59 жителей по состоянию на 2000 год.
| 2001 | 2002 | 2010 |
| ---- | ---- | ---- |
| 59   | ↘39  | ↘23  |

## История
В Псковских летописях есть упоминание о том, что в 1463 г. после нападения немцев на Кобылу псковичи получили весть о готовящемся набеге немцев на «Калпиное», «и псковичи тыя часы поидоша тамо, и приидоша в Калпиное по рану, и утреша, что немецкая сила жгут исады и церков калпиньскую зажгли. И тако, помолившеся Богу, ударишася на них; а Немци убоявшеся и побегоша, а псковичи биша их в погоню на 15 верст до Кахове реке.» Погост Колпино упоминается в Писцовых Книгах 1585-87 гг. как центр Колпинской губы Завелицкой засады.

## Топографические карты
- Лист карты O-35-XVI Пылва. Масштаб: 1 : 200 000. Издание 1980 г.